# كلود ميشو
كلود ميشو (بالفرنسية: Claude Michaud)‏ (و. 1938 – 2016 م) هو ممثل، من كندا، توفي في مونتريال، عن عمر يناهز 78 عاماً.

## وصلات خارجية
- كلود ميشو على موقع IMDb (الإنجليزية)
- كلود ميشو على موقع أول موفي (الإنجليزية)
- كلود ميشو على موقع قاعدة بيانات الفيلم (الإنجليزية)
- كلود ميشو على موقع كينوبويسك (الروسية)